# Contarinia marchali
Contarinia marchali är en tvåvingeart som beskrevs av Jean-Jacques Kieffer 1896. Contarinia marchali ingår i släktet Contarinia och familjen gallmyggor. Inga underarter finns listade i Catalogue of Life.